# Юмос (река)
Юмос (Юмыс) — река в России, протекает в Кольском районе Мурманской области, впадает в Верхнетуломское водохранилище. Исток реки находится на восточном склоне горы Ловнатундра. Длина реки составляет 40 км, площадь водосборного бассейна — 419 км². Река протекает через одноимённое озеро.

## Данные водного реестра
По данным государственного водного реестра России относится к Баренцево-Беломорскому бассейновому округу, водохозяйственный участок реки — Тулома от истока до Верхнетуломского гидроузла, включая Нот-озеро, речной подбассейн реки — подбассейн отсутствует. Речной бассейн реки — бассейны рек Кольского полуострова, впадает в Баренцево море.
По данным геоинформационной системы водохозяйственного районирования территории РФ, подготовленной Федеральным агентством водных ресурсов:
- Код водного объекта в государственном водном реестре — 02010000312101000002506

Несмотря на то, что Верхнетуломское водохранилище было заполнено в 1964—1965 годах, в реестре Юмос считается впадающей в Волозеро бассейна Лотты.